# 猛大帥 (變形金剛)
猛大帥（英語：Metroplex）是變形金剛中博派的巨型機器人，身高800公尺，著名武器為兩門高能微波放大砲，全身另有許多附屬武器。可變形成都市要塞和移動戰艦兩種形態，作為博派的基地。都市型態備有起居大樓、维修舱、通讯大樓、着陆平台、实验中心...等，其中一座大樓可以變形成一輛坦克，能脫離基地遙控。
在與狂派的地球戰爭失利後，柯博文指派洛迪文于火山基地秘密建造了猛大帥.在鐵甲龍将博派旧的总部方舟基地摧毁後，猛大帥变形而成的博派城成为博派新的地球总部.猛大帥之後也做为主力参加了在南极发生的第三次大战。只要猛大帥強大的力量投入戰鬥立刻可以扭轉優劣，他也是唯一可以在力量上對抗狂派鐵甲龍的角色。'但弱點是变形和移动都非常緩慢，硕大的體積消耗能量极大，尤其在使用各种武器的时候，而且泥机器人的攻击会导致他的电脑系统出现當機，所以戰鬥時需要許多其他同伴支援。